# Angry Birds 2. – A film
Az Angry Birds 2. – A film (eredeti cím: The Angry Birds Movie 2) 2019-ben bemutatott finn–amerikai 3D-s számítógépes animációs film, amely az Angry Birds – A film folytatása. Az animációs játékfilm rendezője Thurop Van Orman, producere John Cohen. A forgatókönyvet Peter Ackerman, Eyal Podell és Jonathon E. Stewart írta, a zenéjét Heitor Pereira szerezte. A mozifilm a Columbia Pictures, a Rovio Animation és a Sony Pictures Animation gyártásában készült, a Sony Pictures Releasing forgalmazásában jelent meg. Műfaját tekintve filmvígjáték.
Az Egyesült Királyságban és Írországban 2019. augusztus 2-án, Finnországban 2019. augusztus 7-én, Amerikában 2019. augusztus 14-én, Magyarországon 2019. augusztus 8-án mutatták be a mozikban.

## Szereplők
| Szereplő | Eredeti hang                | Magyar hang         |
| --- | --------------------------- | ------------------- |
| Piros | Jason Sudeikis              | Nagy Ervin          |
| Chuck | Josh Gad                    | Seder Gábor         |
| Bomba | Danny McBride               | Schneider Zoltán    |
| Zeta | Leslie Jones                | Szulák Andrea       |
| Leonárd | Bill Hader                  | Kálloy Molnár Péter |
| Silver | Rachel Bloom                | Csuha Bori          |
| Courtney | Awkwafina                   | Berkes Boglárka     |
| Garry | Sterling K. Brown           | Gémes Antos         |
| Glenn | Eugenio Derbez              | Bercsényi Péter     |
| Büszke Sas | Peter Dinklage              | Láng Balázs         |
| Hank | Beck Bennett                | Galambos Péter      |
| Brad | Beck Bennett                | Varga Rókus         |
| Carl | Zach Woods                  | Kovács Lehel        |
| Jerry | Pete Davidson               | Vida Péter          |
| Alex | Lil Rel Howery              | Elek Ferenc         |
| Ella | Dove Cameron                | Mentes Júlia        |
| Rózsi | Nicki Minaj                 | Gubik Petra         |
| Zoe | Brooklynn Prince            | Engel-Iván Lili     |
| Vivi | Genesis Tennon              | Maszlag Bálint      |
| Jay | JoJo Siwa                   | Mayer Marcell       |
| Matilda | Maya Rudolph                | Nádasi Veronika     |
| Hal | Anthony Padilla             | Markovics Tamás     |
| Debbie | Tiffany Haddish             | Murányi Tünde       |
| Beatrice | Faith Margaret Kidman-Urban | Zana Zoe            |
| Oliver | Mason Ramsey                | Zana Zoe            |
| Sam-Sam | Alma Varsano                | Csikos Léda         |
| Bubba | Gaten Matarazzo             | Hagen Péter         |
| Pantomimes | Tony Hale                   | Erdei Zsolt         |
| Zsémbes apuka | David C. Smith              | Ganxsta Zolee       |
| További magyar hangok: Azurák Hanna, Azurák Zsófia, Bárány Virág, Beke Lívia, Bergendi Áron, Bor László, Bősz Mirkó, Csányi Áron, Fehérváry Márton, Gyurin Zsolt, Hám Bertalan, Kelemen Noel, Kerekes Bernadett, Kobela Kíra, Kövesdi László, Lipcsey-Colini Borbála, Lovas Eszter, Madar Zoltán, Miklós Eponin, Mohácsi Nóra, Németh Attila, Pásztor Tibor, Sándor Barnabás, Sörös Miklós, Szabó Bence, Téglás Judit |                             |                     |